# Selidosema oelandica
Selidosema oelandica är en fjärilsart som beskrevs av Einar Wahlgren 1913. Selidosema oelandica ingår i släktet Selidosema och familjen mätare. Inga underarter finns listade i Catalogue of Life.